# Cục Bồi thường nhà nước (Việt Nam)
Cục Bồi thường nhà nước là cơ quan trực thuộc Bộ Tư pháp, có chức năng tham mưu, giúp Bộ trưởng Bộ Tư pháp quản lý nhà nước và tổ chức thi hành pháp luật về công tác bồi thường nhà nước theo quy định của pháp luật.
Cục Bồi thường nhà nước thành lập ngày 23/5/2011, theo Quyết định số 767/QĐ-TTg ngày 23/5/2011 của Thủ tướng Chính phủ.
Chức năng, nhiệm vụ, quyền hạn và cơ cấu tổ chức của Cục Bồi thường nhà nước được quy định tại Quyết định số 1222/QĐ-BTP ngày 29/6/2023 của Bộ trưởng Bộ Tư pháp.

## Nhiệm vụ và quyền hạn
Theo Điều 2, Quyết định số 1222/QĐ-BTP ngày 29/6/2023 của Bộ trưởng Bộ Tư pháp, Cục Bồi thường nhà nước có các nhiệm vụ, quyền hạn chính:
- Xây dựng, trình Bộ trưởng chiến lược, quy hoạch, đề án, kế hoạch, chương trình, dự án, dự thảo văn bản quy phạm pháp luật về trách nhiệm bồi thường của Nhà nước để ban hành theo thẩm quyền hoặc trình cơ quan có thẩm quyền ban hành; tham gia xây dựng, thẩm định, góp ý các dự án, dự thảo văn bản liên quan theo phân công của Lãnh đạo Bộ hoặc theo yêu cầu của các đơn vị thuộc Bộ, đơn vị thuộc các Bộ, ngành khác có liên quan.
- Rà soát, hệ thống hoá, hợp nhất các văn bản quy phạm pháp luật và pháp điển hệ thống quy phạm pháp luật thuộc phạm vi quản lý của Cục theo quy định của pháp luật và phân cấp của Bộ.
- Theo dõi, đôn đốc hoạt động giải quyết bồi thường, chi trả tiền bồi thường, xem xét trách nhiệm hoàn trả.
- Tham gia xác minh thiệt hại, thương lượng việc bồi thường đối với các vụ việc theo quy định của pháp luật và phân cấp của Bộ. Trình Bộ trưởng quyết định việc xác định cơ quan giải quyết bồi thường đối với các trường hợp thuộc thẩm quyền theo quy định của pháp luật; kiến nghị cơ quan có thẩm quyền xử lý vi phạm trong việc giải quyết bồi thường, thực hiện trách nhiệm hoàn trả theo quy định của pháp luật; kiến nghị người có thẩm quyền kháng nghị bản án, quyết định của Tòa án có nội dung giải quyết bồi thường theo quy định của pháp luật; yêu cầu Thủ trưởng cơ quan trực tiếp quản lý người thi hành công vụ gây thiệt hại hủy quyết định giải quyết bồi thường trong trường hợp có căn cứ theo quy định của Luật Trách nhiệm bồi thường của Nhà nước mà không ra quyết định hủy; kiến nghị Thủ trưởng cơ quan trực tiếp quản lý người thi hành công vụ gây thiệt hại xem xét lại quyết định hoàn trả, quyết định giảm mức hoàn trả theo quy định của pháp luật.
- Thực hiện việc giải quyết bồi thường và xem xét trách nhiệm hoàn trả của người thi hành công vụ gây thiệt hại trong các vụ việc yêu cầu bồi thường thuộc trách nhiệm giải quyết của Bộ theo quy định của pháp luật.
- Hỗ trợ người bị thiệt hại thực hiện thủ tục yêu cầu bồi thường theo quy định của pháp luật.
- Quản lý và duy trì hoạt động cơ sở dữ liệu về công tác bồi thường nhà nước, trang thông tin điện tử về bồi thường nhà nước và ứng dụng công nghệ thông tin trong quản lý nhà nước về công tác bồi thường nhà nước theo quy định của pháp luật.
- Chủ trì, phối hợp với các cơ quan, đơn vị thuộc Tòa án nhân dân tối cao, Viện kiểm sát nhân dân tối cao, các bộ, cơ quan ngang bộ, cơ quan thuộc Chính phủ thực hiện quản lý nhà nước về công tác bồi thường nhà nước theo quy định của pháp luật.
- Thực hiện các nhiệm vụ khác do Bộ trưởng giao.

## Cơ cấu tổ chức
(Theo Khoản 1b, Điều 3, Quyết định số 1222/QĐ-BTP ngày 29/6/2023 của Bộ trưởng Bộ Tư pháp)

### Các phòng thực hiện chức năng quản lý nhà nước
- Văn phòng Cục
- Phòng Nghiệp vụ công tác bồi thường nhà nước trong hoạt động quản lý hành chính và thi hành án (gọi tắt là Phòng Nghiệp vụ 1)
- Phòng Nghiệp vụ công tác bồi thường nhà nước trong hoạt động tố tụng (gọi tắt là Phòng Nghiệp vụ 2)

### Đơn vị sự nghiệp
- Trung tâm Hỗ trợ thực hiện quyền yêu cầu bồi thường